# یانکوویتسه ماوه
یانکوویتسه ماوه (به لاتین: Jankowice Małe) یک روستا در لهستان است که در گمینا اوواوا واقع شده‌است.